# Kruisweg (Manderfeld)

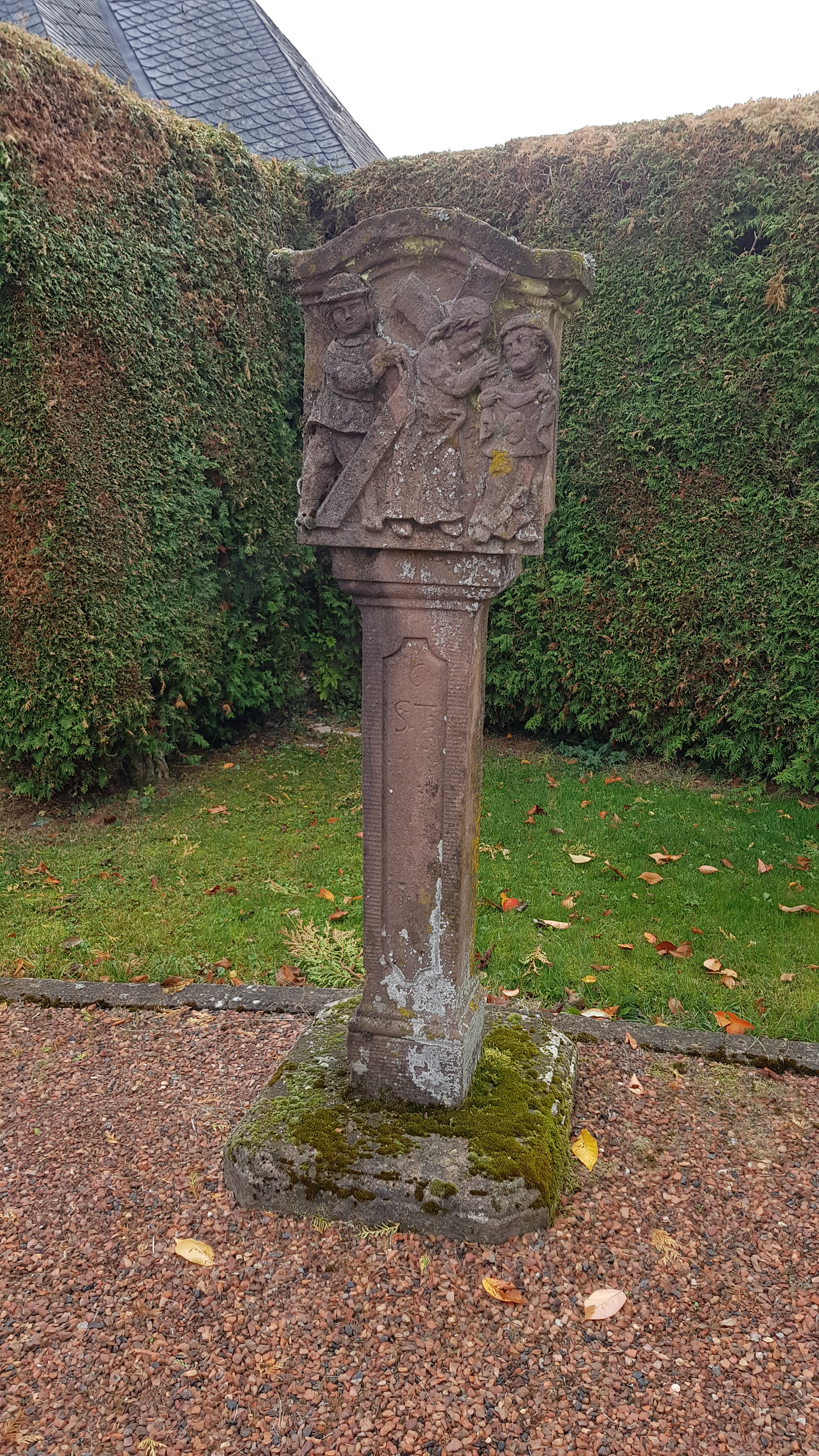
Een der staties

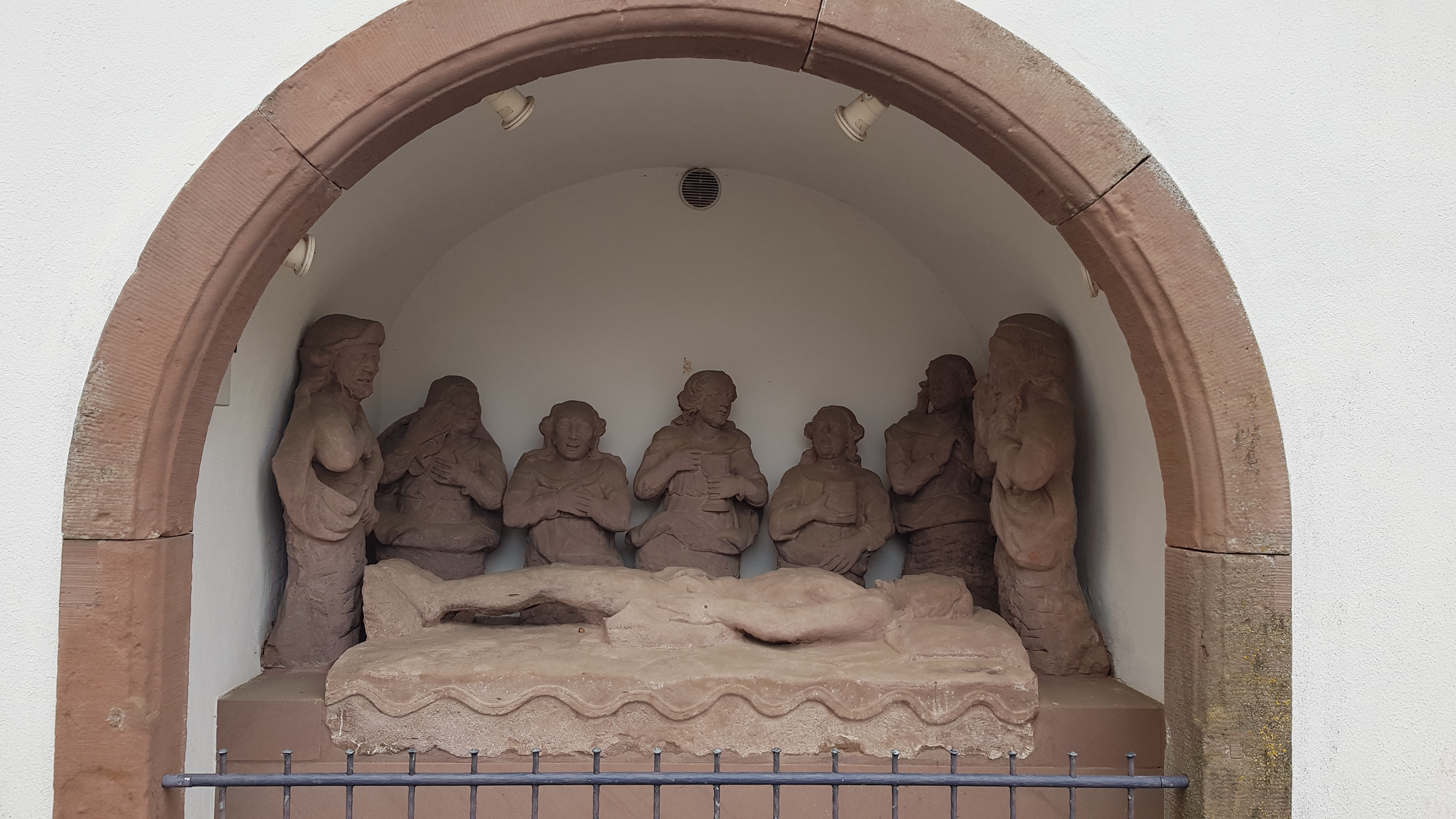
Christus met de Zevenslapers

De kruisweg is een religieus monument in de tot de gemeente Büllingen behorende plaats Manderfeld in de Belgische provincie Luik.

## Beschrijving
Deze kruisweg bestaat uit 14 staties waarvan er 13 in bas-reliëf werden uitgehouwen in pilaren van rode zandsteen. De veertiende statie is een uitgebreider voorstelling waar men Christus in slaap liggend ziet uitgebeeld, met op de achtergrond de borstbeelden van de Zevenslapers van Efeze. Deze veertiende statie is ondergebracht in een kleine kapel.
De staties, uitgevoerd in naïeve landelijke barokstijl, werden aangebracht in 1765 en omringen het voormalige kerkhof van de Sint-Lambertuskerk. Op de achterkant van de pilaren is de naam van de schenker gegrift.
Het ensemble werd in 1990 geklasseerd als monument.